# Сент-Брелейд

Сент-Брелад на карте о. Джерси

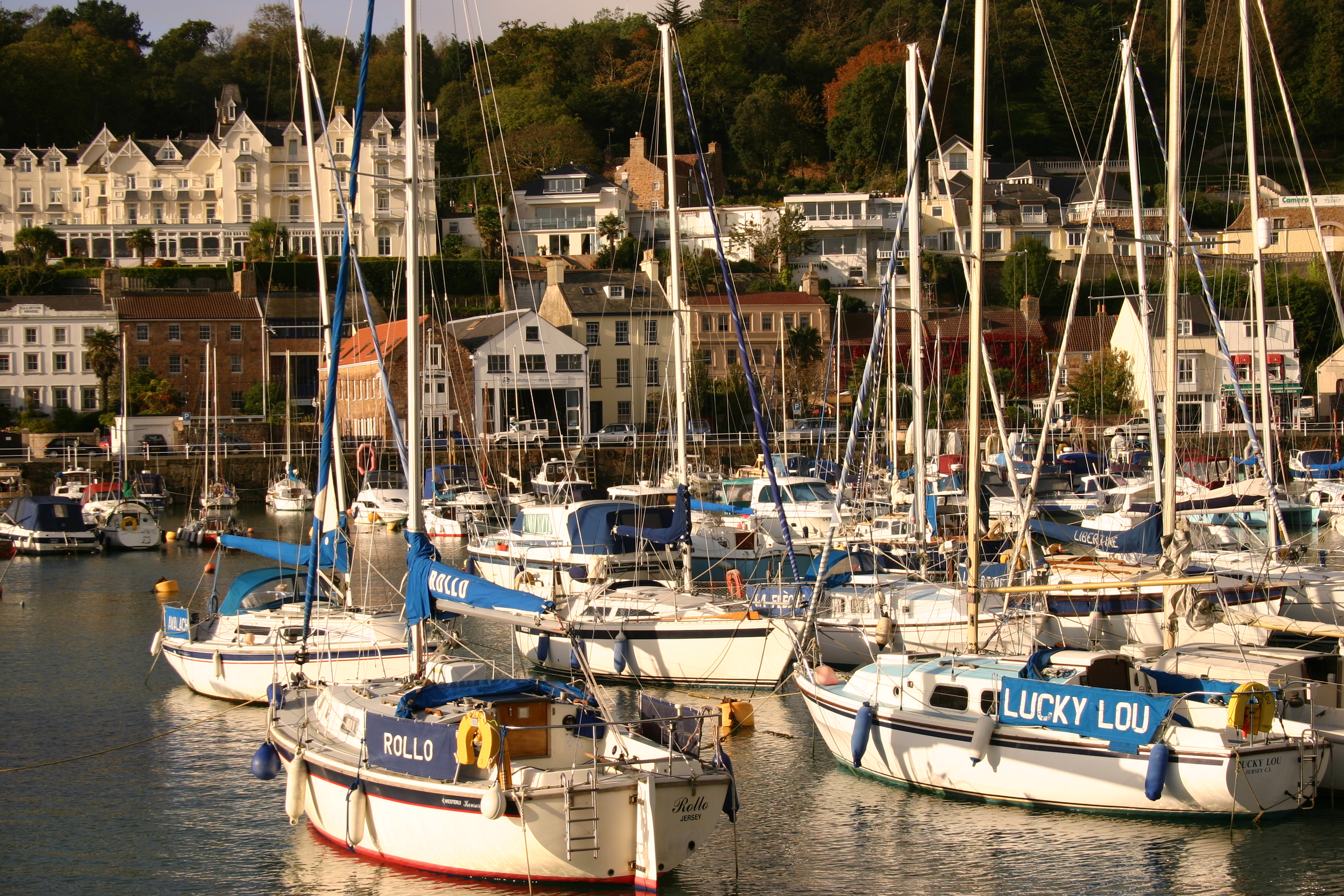
Гавань порта Сент-Обин (Джерси). Выходит в залив Сен-Мало (залив)

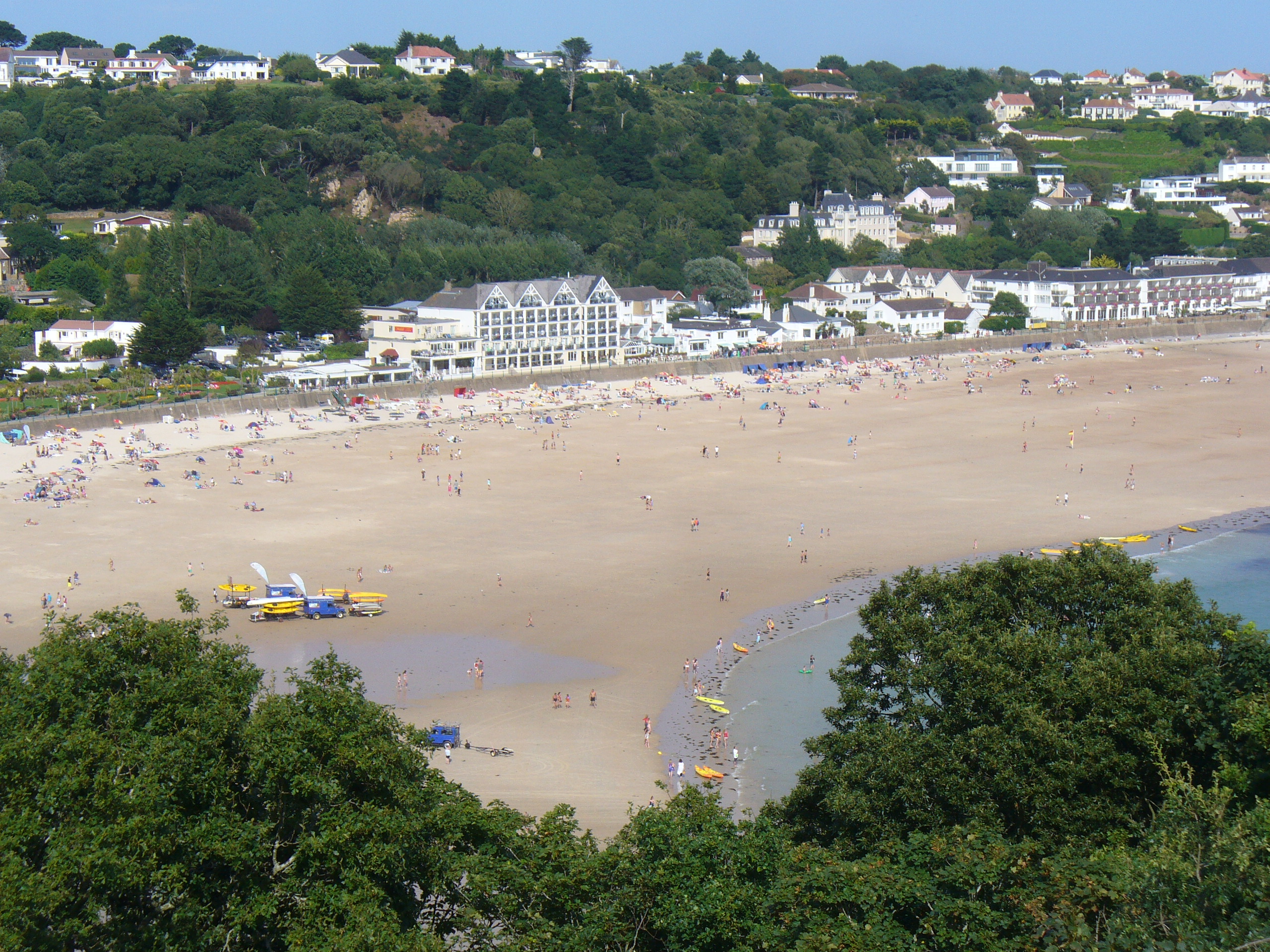
Обзор залива Сент-Брелад в жаркий летний день во время отлива

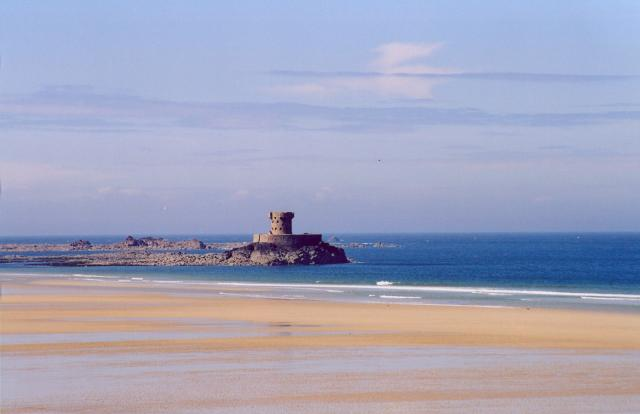
Башня Рокко на западном побережье Джерси

Сент-Брелейд (фр. Saint-Brélade, джерс.: Saint Brélade) — один из двенадцати приходов острова Джерси (Нормандские острова). Oхватывает южное и западное побережья острова.
Сент-Брелад граничит с приходом Сент-Питер.
Сент-Брелад считается промышленным приходом Джерси. Имеет один из самых популярных заливов острова Джерси с бухтой Святого Брелада.
Неандертальцы возвращались в прибрежную пещеру на острове Джерси по крайней мере со 180 000 лет назад до примерно 40 000 лет назад. 13 неандертальских зубов, найденных в 1910—1911 годах в местонахождении Ла Котт де Сент-Брелад, имеют многочисленные черты сходства с зубами современных людей и датируются возрастом примерно 48 тыс. лет назад. Профессор Крис Стрингер из Лондонского музея естественной истории сообщил, что версию о гибридном происхождении зубов сейчас проверяют палеогенетики, пытающиеся извлечь из зубов ДНК.

## Галерея

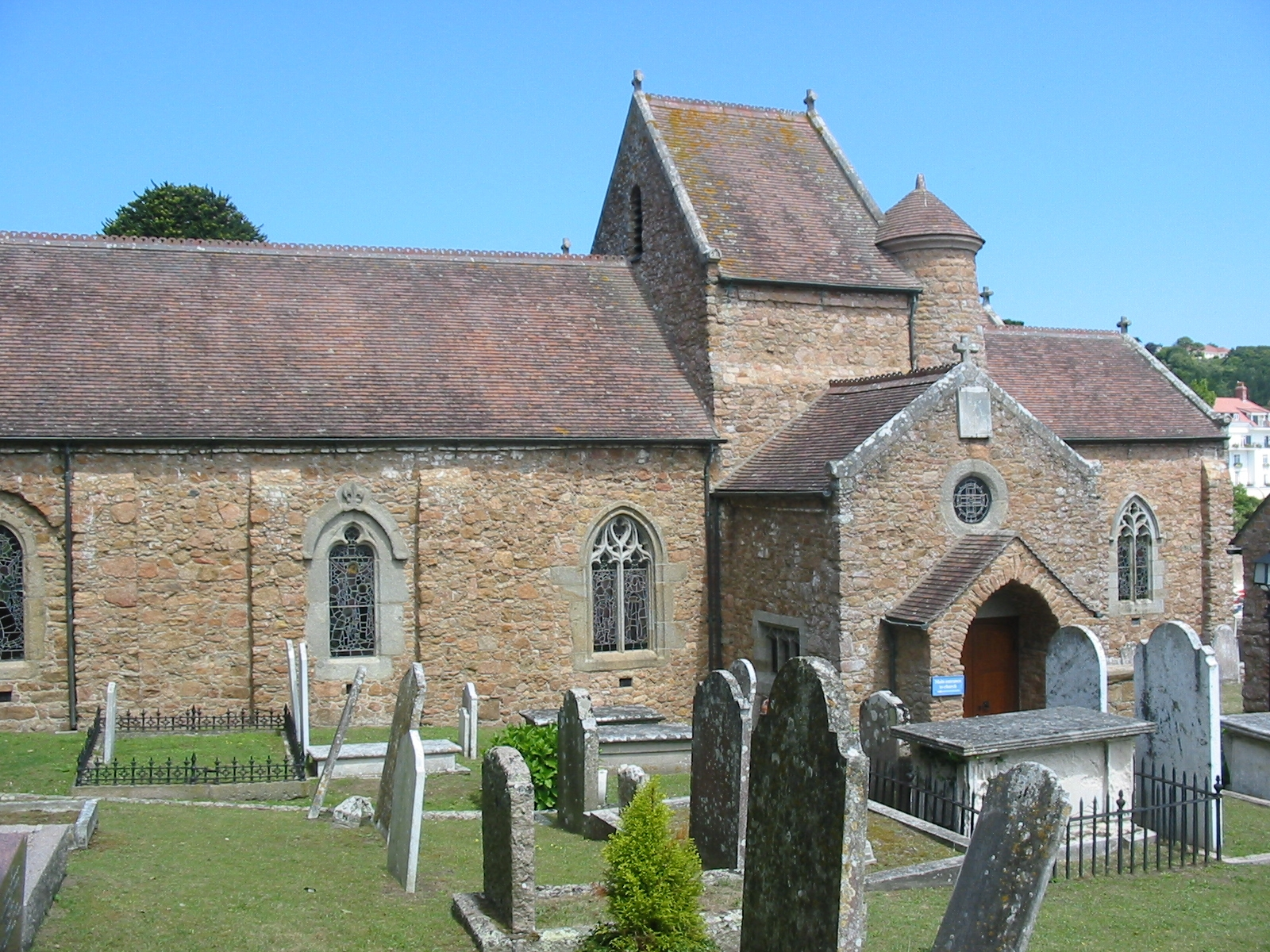
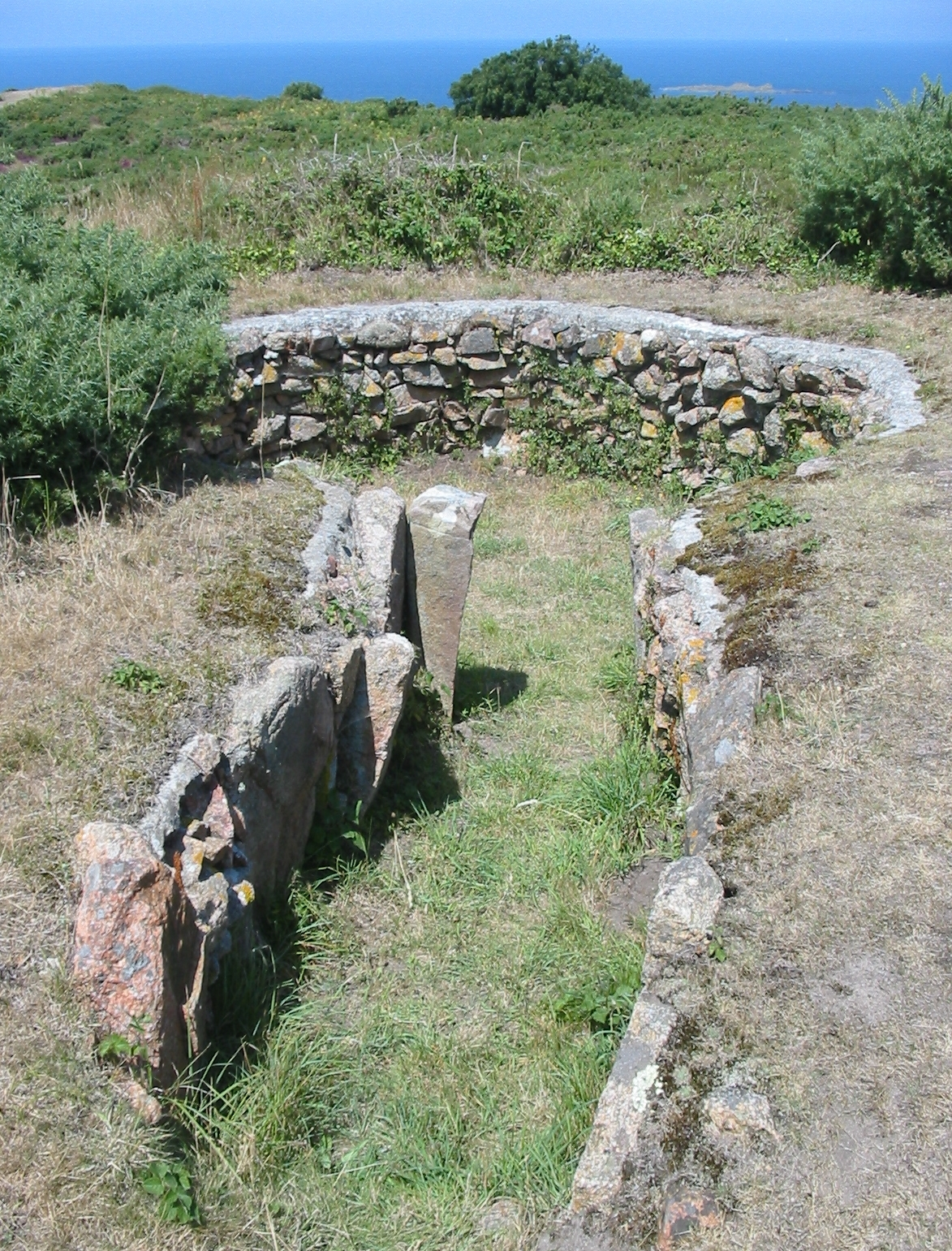
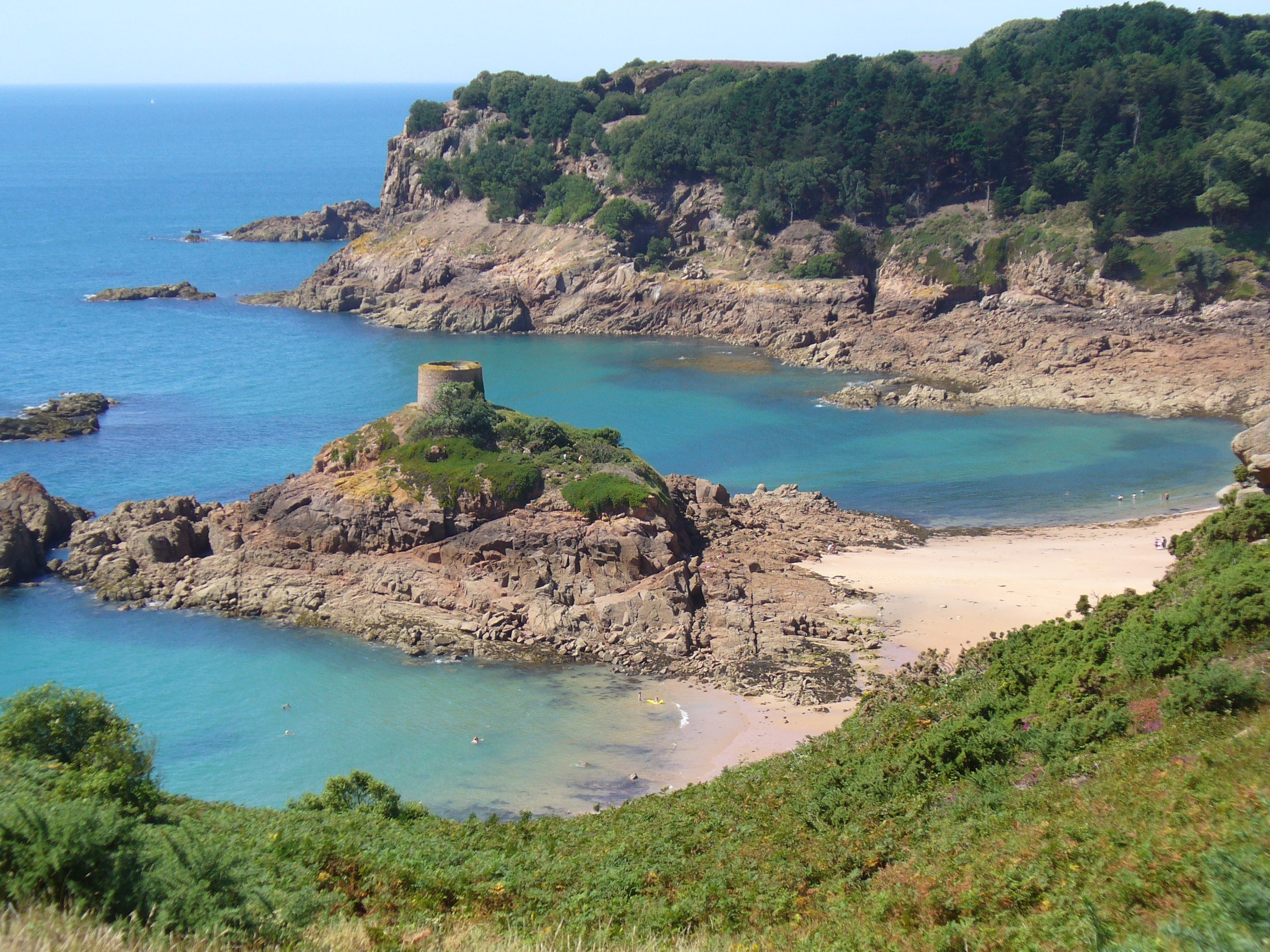
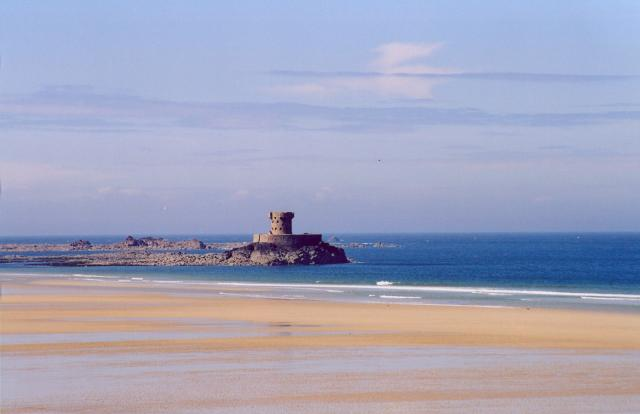

## Демография
| Год                | 1991  | 1996  | 2001   | 2008   | 2011   |
| ------------------ | ----- | ----- | ------ | ------ | ------ |
| Количество жителей | 9 331 | 9 560 | 10 134 | 10 676 | 10 568 |

## Города-побратимы
- Гранвиль, Франция